# Egebregne (Gymnocarpium)
Egebregne-slægten (Gymnocarpium) er en slægt af bregner i Dunbregne-familien. Til slægten henreges ca. 8 arter, der alle hører til på den nordlige halvkugle.
Egebregner er relativt små "typiske" bregner, med krybende kordstængler og enkelte, langskaftede, trekantede bladplader. I bladstilken er der 2 karstrenge.
3 arter i Skandinavien, men kun 1 i Danmark.
| Arter i Danmark |

- Tredelt egebregne (Gymnocarpium dryopteris)

| Portal | Portal:Botanik |

| Botanik | Spire Denne botanikartikel er en spire som bør udbygges. Du er velkommen til at hjælpe Wikipedia ved at udvide den. |

- Wikimedia Commons har flere filer relateret til Egebregne (Gymnocarpium)